# Закарі Різаше
Закарі Різаше (фр. Zaccharie Risacher; [ˈzækəri ˌriːzɑːˈʃeɪ] ZAK-ər-ee REE-zah-SHAY, фр. вимова: [zakaʁi ʁizaʃe]; нар. 8 квітня 2005, Малага, Іспанія) — французький професійний баскетболіст, який виступає за команду Національної баскетбольної асоціації «Атланта Гокс».
На драфті НБА 2024 року його обрано під першим номером командою «Атланта Гокс».

## Ранні роки
Народився 8 квітня 2005 року в Малазі, Іспанія, де його батько, Стефан Різаше, грав у професійний баскетбол за «Малагу» з 2002 до 2006 рік. Сім'я повернулася до Ліона, Франція, його записали в баскетбольну секцію у команду «Élan Chalon» у 3,5 роки у передмісті.
У серпні 2020 року Різаше приєднався до молодіжної програми АСВЕЛ Баскет. Переважно виступав за молодіжну команду клубу в «LNB Espoirs» французької ліги до 21 року.

## Професійна кар'єра

### НБЛ
Дебютував за основну команду «АСВЕЛ» у 2021 році у матчі проти «Метрополітан 92» на Чемпіонаті Франції з баскетболу. У Євролізі дебютував 18 січня 2022 року, у матчі проти «Монако», який його команда програла з рахунком 75:100. У змаганнях він набирав у середньому 12,5 очка та 4,4 підбирання за гру.
16 червня 2023 року підписав професійний контракт з командою «АСВЕЛ», й тимчасово виступав за команду «Бург» у сезон 2023/2024. 29 листопада 2023 року його включили до збірної Франції на Матч усіх зірок НБЛ.
На міжнародному рівні виступав за «Бург» у Кубку Європи 2023—2024, де команда зрештою дійшла до фіналу, але програла іншій команді з Франції програла іншій французькій команді «Париж». У квітні Різаше отримав нагороду Єврокубка як висхідна зірка; у 18 років і 362 дні він став другим наймолодшим гравцем, який отримав нагороду, всього на місяць старший за Джанана Мусу, який отримав нагороду у 2018 році.
12 травня 2024 року його назвали найкращим молодим гравцем сезону 2023/2024 на Чемпіонаті Франції, набираючи в середньому 10,1 очка та 3,8 підбирання за 22 хвилини за гру.

### НБА
22 квітня 2024 року Різаше оголосив про участь у драфті НБА 2024 року; його участь НБА підтвердила 2 травня.

#### «Атланта Гокс» (2024— дотепер)
26 червня 2024 року «Атланта Гокс» обрала його під першим номером на драфті НБА 2024 року. Він став другим поспіль французьким гравцем, якого обрали під першим номером, минулого року «Сан-Антоніо Сперс» обрали Віктора Вембаньяму, крім того, він став четвертим міжнародним гравцем, якого обрали перши після Вембаньями, Андреа Барньяні (у 2006 році) і Яо Міна (у 2002 році). У 2024 задрафтували французів Александра Сарра («Вашингтон Візардс» другим) і Тіджаном Салаюном («Шарлотт Горнетс» шостим), що зробило Францію першою країною, три представники якої потрапили в десятку на драфті НБА.

## Участь у збірній
Виступав за збірну Франції з баскетболу до 17 років на Чемпіонаті світу з баскетболу 2022 року. Під час змагань він не показував стабільні результати, а у фінальній грі проти Іспанії його результативність склала нуль очок і п'ять втрат. Він набирав у середньому 10,4 очка та 4,4 підбирання за гру, а Франція виборола бронзову медаль.
У лютому 2024 року Різаше приєднався до збірної Франції для участі у відбіркових іграх Євробаскету 2025.

## Профіль гравця
Граючи на позиції легкого форварда, його вважають дуже ефективним гравцем, який ловить і кидає, а також хорошим шутером з поля або з середньої дистанції. Його універсальність високо оцінили за здатність захищати як захисників, так і форвардів по периметру.

## Особисте життя
Батько, Стефан Різаше, професійно грав у баскетбол; він виграв срібну медаль на літніх Олімпійських іграх 2000 року у складі збірної Франції.